# Władimir Czagin
Władimir Czagin (ros. Владимир Геннадиевич Чагин, ur. 5 stycznia 1970) – rosyjski kierowca rajdowy, siedmiokrotny zwycięzca Rajdu Dakar w kategorii ciężarówek. Jest kierowcą Kamaza.

## Osiągnięcia

### Rajd Dakar
- 2000 –  Zwycięzca
- 2002 –  Zwycięzca
- 2003 –  Zwycięzca
- 2004 –  Zwycięzca
- 2005 – 18. miejsce
- 2006 –  Zwycięzca
- 2010 –  Zwycięzca
- 2011 –  Zwycięzca